# Hurdle Mills (Carolina del Norte)
Hurdle Mills es un área no incorporada ubicada del condado de Person al norte de condado de Orange en el estado estadounidense de Carolina del Norte.